# Модель

Кварковая модель нуклон-пионного взаимодействия. По сравнению с КЭД эта модель, как часть КХД, имеет невысокую точность, но более точной модели для этих объектов пока нет.

Моде́ль (фр. modèle от лат. modulus «мера, аналог, образец») — система, исследование которой служит средством для получения информации о другой системе; представление некоторого иного процесса, устройства или концепции - оригинала. 
Модель есть представление некоего объекта или явления в какой-либо форме, в том числе в мыслительном образе, в воображении, (например, в математической, физической, символической, графической, макетной или дескриптивной), предназначенное для рассмотрения определённых аспектов изучаемого объекта или явления и позволяющее получить ответы на изучаемые вопросы:80

## Моделирование
Ф. П. Тарасенко: Отличительная особенность моделей от других систем — в их предназначенности отображать моделируемый оригинал, заменять его в определенном отношении, т. е. содержать и представлять информацию об оригинале. Модель является, следовательно, формой существования знаний об объекте.
Термином моделирование обозначают как построение (создание) моделей, так и их исследование.
Если решаются разные задачи исследования, приводящие к разным целям моделирования, то для одного исследуемого объекта могут быть построены несколько моделей. Выбор конкретного вида модели и ее дальнейшая реализация зависят от квалификации исследователя, но также могут быть связаны с его предпочтениями. Для одного и того же объекта разные исследователи могут построить разные модели, даже если поставленная задача моделирования однотипна.
Моделирование всегда предполагает принятие различных допущений. На этапе формирования системного описания могут быть «отсечены» важные, но несущественные для исследователя свойства объекта.

## Общие подходы к моделям

### Общие требования к моделям
Моделирование всегда предполагает принятие допущений той или иной степени важности. При этом должны удовлетворяться следующие требования к моделям:
- адекватность, то есть соответствие модели исходной реальной системе и учёт, прежде всего, наиболее важных качеств, связей и характеристик. Оценить адекватность выбранной модели, особенно, например, на начальной стадии проектирования, когда вид создаваемой системы ещё неизвестен, очень сложно. В такой ситуации часто полагаются на опыт предшествующих разработок или применяют определённые методы, например, метод последовательных приближений;
- точность, то есть степень совпадения полученных в процессе моделирования результатов с заранее установленными, желаемыми. Здесь важной задачей является оценка требуемой точности результатов и имеющейся точности исходных данных, согласование их как между собой, так и с точностью используемой модели;
- универсальность, то есть применимость модели к анализу ряда однотипных систем в одном или нескольких режимах функционирования. Это позволяет расширить область применимости модели для решения большего круга задач;
- целесообразная экономичность, то есть точность получаемых результатов и общность решения задачи должны увязываться с затратами на моделирование. И удачный выбор модели, как показывает практика, — результат компромисса между отпущенными ресурсами и особенностями используемой модели;
- и др.

Выбор модели и обеспечение точности моделирования считается одной из самых важных задач моделирования.

#### Точность моделей и погрешности моделирования
Погрешности моделирования вызываются как объективными причинами, связанными с упрощением реальных систем, так и субъективными, обусловленными недостатком знаний и навыков, особенностями характера того или иного человека. Погрешности можно предотвратить, компенсировать, учесть. Всегда обязательна оценка правильности получаемых результатов. В технике быструю оценку точности модели часто проводят следующими способами:
- проверяют соответствие результатов физическому (здравому) смыслу. Удобно это делать для частного случая модели, когда решение очевидно. Иногда даже говорят, что ещё перед решением задачи инженер уже должен представлять характер и порядок ожидаемого результата. Но точность такого представления зависит от развитости физического воображения и опыта работы с подобными системами;
- проверяют выполнение частных очевидных условий задачи, что также позволяет отсечь неприемлемые решения;
- проверяют соблюдение тенденции изменения величин и знаков результатов (монотонность, цикличность, плавность и т. п.);
- проверяют правильность размерности полученного результата (если работа ведется с аналитическими зависимостями).

Известно, что посредством грубых измерений, использования контрольно-измерительных приборов с низкой точностью или приближенных исходных данных невозможно получить точные результаты. С другой стороны, бессмысленно вести, например, расчёт с точностью до грамма, если результат потом нужно округлять (скажем, указывать в формуляре) с точностью до ста грамм, или же определять среднюю величину точнее составляющих её значений, и т. д. Поэтому важно помнить о следующем:
- точность результатов расчётов и экспериментальных исследований модели не может превысить точности исходных данных, используемых приборов, измерительных инструментов и т. п.;
- вид выбираемой модели должен согласовываться с точностью исходных данных и требуемой точностью результатов;
- желаемая точность результатов должна соответствовать нуждам и реалиям практики.

### Основные виды моделей
По способу отображения действительности различают три основных вида моделей — эвристические, натурные и математические.

#### Эвристические модели
Эвристические модели, как правило, представляют собой образы, рисуемые в воображении человека. Их описание ведётся словами естественного языка (например, вербальная информационная модель) и, обычно, неоднозначно и субъективно. Эти модели неформализуемы, то есть не описываются формально-логическими и математическими выражениями, хотя и рождаются на основе представления реальных процессов и явлений.
Эвристическое моделирование — основное средство вырваться за рамки обыденного и устоявшегося. Но способность к такому моделированию зависит, прежде всего, от богатства фантазии человека, его опыта и эрудиции. Эвристические модели используют на начальных этапах проектирования или других видов деятельности, когда сведения о разрабатываемой системе ещё скудны. На последующих этапах проектирования эти модели заменяют на более конкретные и точные.

#### Натурные модели
Отличительной чертой этих моделей является их подобие реальным системам (они материальны), а отличие состоит в размерах, числе и материале элементов и т. п. По принадлежности к предметной области модели подразделяют на следующие:
- Физические модели. Ими являются реальные изделия, образцы, экспериментальные и натурные модели, когда между параметрами системы и модели одинаковой физической природы существует однозначное соответствие. Выбор размеров таких моделей ведётся с соблюдением теории подобия. Физические модели подразделяются на объёмные (модели и макеты) и плоские (тремплеты):
  - в данном случае под (физической) моделью понимают изделие или устройство, являющееся упрощённым подобием исследуемого объекта или позволяющее воссоздать исследуемый процесс или явление. Например, предметные модели, как уменьшенные копии оригинала (глобус как модель Земли, игрушечный самолёт с учётом его аэродинамики);
  - под темплетом[6] понимают изделие, являющееся плоским масштабным отображением объекта в виде упрощённой ортогональной проекции или его контурным очертанием. Тремплетеотанарные вырезают из плёнки, картона и т. п., и применяют при исследовании и проектировании зданий, установок, сооружений;
  - под макетом понимают изделие, собранное из моделей и/или темплетов.

Физическое моделирование — основа наших знаний и средство проверки наших гипотез и результатов расчётов. Физическая модель позволяет охватить явление или процесс во всём их многообразии, наиболее адекватна и точна, но достаточно дорога, трудоёмка и менее универсальна. В том или ином виде с физическими моделями работают на всех этапах проектирования;
- Технические модели;
- Социальные модели;
- Экономические модели, например, Бизнес-модель;
- и т. д.

#### Математические модели
Математические модели — формализуемые, то есть представляют собой совокупность взаимосвязанных математических и формально-логических выражений, как правило, отображающих реальные процессы и явления (физические, психические, социальные и т. д.). По форме представления бывают:
- аналитические модели. Их решения ищутся в замкнутом виде, в виде функциональных зависимостей. Удобны при анализе сущности описываемого явления или процесса и использовании в других математических моделях, но отыскание их решений бывает весьма затруднено;
- численные модели. Их решения — дискретный ряд чисел (таблицы). Модели универсальны, удобны для решения сложных задач, но не наглядны и трудоемки при анализе и установлении взаимосвязей между параметрами. В настоящее время такие модели реализуют в виде программных комплексов — пакетов программ для расчета на компьютере. Программные комплексы бывают прикладные, привязанные к предметной области и конкретному объекту, явлению, процессу, и общие, реализующие универсальные математические соотношения (например, расчет системы алгебраических уравнений);
- формально-логические информационные модели — это модели, созданные на формальном языке.

Например:
- модель формальной системы в математике и логике как любая совокупность объектов, свойства которых и отношения между которыми удовлетворяют аксиомам и правилам вывода формальной системы, служащей тем самым совместным (неявным) определением такой совокупности;
- модель в теории алгебраических систем как совокупность некоторого множества и заданных на его элементах свойств и отношений;
- эталонная модель.

Построение математических моделей возможно следующими способами (более подробно — см. Математическая модель):
- аналитическим путём, то есть выводом из физических законов, математических аксиом или теорем;
- экспериментальным путём, то есть посредством обработки результатов эксперимента и подбора аппроксимирующих (приближённо совпадающих) зависимостей.

Математические модели более универсальны и дешевы, позволяют поставить «чистый» эксперимент (то есть в пределах точности модели исследовать влияние какого-то отдельного параметра при постоянстве других), прогнозировать развитие явления или процесса, отыскать способы управления ими. Математические модели — основа построения компьютерных моделей и применения вычислительной техники.
Результаты математического моделирования нуждаются в обязательном сопоставлении с данными физического моделирования — с целью проверки получаемых данных и для уточнения самой модели. С другой стороны, любая формула — это разновидность модели и, следовательно, не является абсолютной истиной, а всего лишь этап на пути её познания.

#### Промежуточные виды моделей
К промежуточным видам моделей можно отнести:

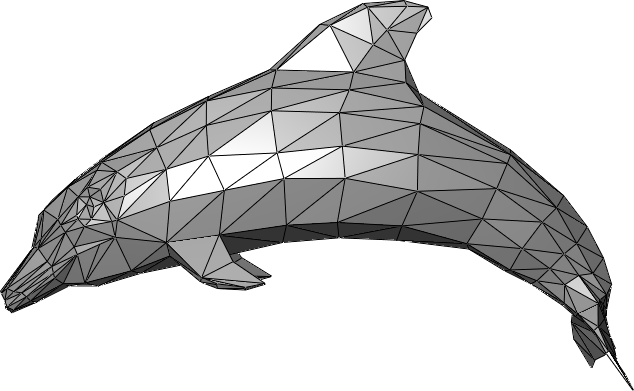
Трёхмерная компьютерная модель

- графические модели. Занимают промежуточное место между эвристическими и математическими моделями. Представляют собой различные изображения:
  - графы;
  - схемы;
  - эскизы. Этому упрощенному изображению некоторого устройства в значительной степени присущи эвристические черты;
  - чертежи. Здесь уже конкретизированы внутренние и внешние связи моделируемого (проектируемого) устройства, его размеры;
  - графики;
  - полигональная модель в компьютерной графике как образ объекта, «сшитый» из множества многоугольников.
- аналоговые модели. Позволяют исследовать одни физические явления или математические выражения посредством изучения других физических явлений, имеющих аналогичные математические модели. В качестве примера можно привести метод динамических аналогий, широко применяемый в акустике (электроакустические аналогии), а также в механике;
- и др.

Существует и другие виды «пограничных» моделей, например, экономико-математическая и т. д.
Выбор типа модели зависит от объёма и характера исходной информации о рассматриваемом устройстве и возможностей инженера, исследователя. По возрастанию степени соответствия реальности модели можно расположить в следующий ряд: эвристические (образные) — математические — натурные (экспериментальные).

## Виды моделей
Количество параметров, характеризующих поведение не только реальной системы, но и её модели, очень велико. Для упрощения процесса изучения реальных систем выделяют четыре уровня их моделей, различающиеся количеством и степенью важности учитываемых свойств и параметров. Это — функциональная, принципиальная, структурная и параметрическая модели.

### Функциональная модель
Функциональная модель предназначена для изучения особенностей работы (функционирования) системы и её назначения во взаимосвязи с внутренними и внешними элементами.
Функция — самая существенная характеристика любой системы, отражает её предназначение, то, для чего она нужна. Подобные модели оперируют, прежде всего, с функциональными параметрами. Графическим представлением этих моделей служат блок-схемы. Они отображают порядок действий, направленных на достижение заданных целей (т. н. 'функциональная схема').
Функциональной моделью является абстрактная модель.

### Модель принципа действия
Модель принципа действия (принципиальная модель, концептуальная модель) характеризует самые существенные (принципиальные) связи и свойства реальной системы. Это — основополагающие физические, биологические, химические, социальные и тому подобные явления, обеспечивающие функционирование системы, или любые другие принципиальные положения, на которых базируется планируемая деятельность или исследуемый процесс. Стремятся к тому, чтобы количество учитываемых свойств и характеризующих их параметров было небольшим (оставляют наиболее важные), а обозримость модели — максимальной, так чтобы трудоёмкость работы с моделью не отвлекала внимание от сущности исследуемых явлений. Как правило, описывающие подобные модели параметры — функциональные, а также физические характеристики процессов и явлений. Принципиальные исходные положения (методы, способы, направления и так далее) лежат в основе любой деятельности или работы.
Так, принцип действия технической системы — это последовательность выполнения определённых действий, базирующихся на определённых физических явлениях (эффектах), которые обеспечивают требуемое функционирование этой системы.
Примеры моделей принципа действия: фундаментальные и прикладные науки (например, принцип построения модели, исходные принципы решения задачи), общественная жизнь (например, принципы отбора кандидатов, оказания помощи), экономика (например, принципы налогообложения, исчисления прибыли), культура (например, художественные принципы).
Работа с моделями принципа действия позволяет определить перспективные направления разработки (например, механика или электротехника) и требования к возможным материалам (твердые или жидкие, металлические или неметаллические, магнитные или немагнитные и так далее).
Правильный выбор принципиальных основ функционирования предопределяет жизнеспособность и эффективность разрабатываемого решения. Так, сколько бы ни совершенствовали конструкцию самолёта с винтомоторным двигателем, он никогда не разовьет сверхзвуковую скорость, не говоря уже о полётах на больших высотах. Только использование другого физического принципа, например, реактивного движения и созданного на его основе реактивного двигателя, позволит преодолеть звуковой барьер.
Графическим представлением моделей принципа действия служат блок-схема, функциональная схема, принципиальная схема.
Например, для технических моделей эти схемы отражают процесс преобразования вещества, как материальной основы устройства, посредством определённых энергетических воздействий с целью реализации потребных функций (функционально-физическая схема). На схеме виды и направления воздействия, например, изображаются стрелками, а объекты воздействия — прямоугольниками.

### Структурная модель
Четкого определения структурной модели не существует. Так, под структурной моделью устройства могут подразумевать:
- Структурную схему, которая представляет собой упрощенное графическое изображение устройства, дающее общее представление о форме, расположении и числе наиболее важных его частей и их взаимных связях.
- Топологическую модель, которая отражает взаимные связи между объектами, не зависящие от их геометрических свойств.

Под структурной моделью процесса обычно подразумевают характеризующую его последовательность и состав стадий и этапов работы, совокупность процедур и привлекаемых технических средств, взаимодействие участников процесса.
Например, — это могут быть упрощенное изображение звеньев механизма в виде стержней, плоских фигур (механика), прямоугольники с линиями со стрелками (теория автоматического управления, блок-схемы алгоритмов), план литературного произведения или законопроекта и т. д. Степень упрощения зависит от полноты исходных данных об исследуемом устройстве и потребной точности результатов. На практике виды структурных схем могут варьироваться от несложных небольших схем (минимальное число частей, простота форм их поверхностей) до близких к чертежу изображений (высокая степень подробности описания, сложность используемых форм поверхностей).
Модель структуры системы (структурная модель системы) описывает состав системы и взаимосвязи между объектами системы и связи с окружающей средой, то есть входы и выходы. Часто такую систему изображают в виде графа (могут быть указаны виды отношений) и описывают в виде структурной схемы.
Возможно изображение структурной схемы в масштабе. Такую модель относят к структурно-параметрической. Её примером служит кинематическая схема механизма, на которой размеры упрощенно изображенных звеньев (длины линий-стержней, радиусы колес-окружностей и т. д.) нанесены в масштабе, что позволяет дать численную оценку некоторым исследуемым характеристикам.
Для повышения полноты восприятия на структурных схемах в символьном (буквенном, условными знаками) виде могут указывать параметры, характеризующие свойства отображаемых систем. Исследование таких схем позволяет установить соотношения (функциональные, геометрические и т. п.) между этими параметрами, то есть представить их взаимосвязь в виде равенств f (x1, х2, …) = 0, неравенств f (x1, х2, …) > 0 и в иных выражениях.

### Параметрическая модель
Под параметрической моделью понимается математическая модель, позволяющая установить количественную связь между функциональными и вспомогательными параметрами системы.
Графической интерпретацией такой модели в технике служит чертеж устройства или его частей с указанием численных значений параметров.

## Классификация моделей

### По целям исследований
В зависимости от целей исследования выделяют следующие модели:
- функциональные. Предназначены для изучения особенностей работы (функционирования) системы, её назначения во взаимосвязи с внутренними и внешними элементами;
- функционально-физические. Предназначены для изучения физических (реальных) явлений, используемых для реализации заложенных в систему функций;
- модели процессов и явлений, такие как кинематические, прочностные, динамические и другие. Предназначены для исследования тех или иных свойств и характеристик системы, обеспечивающих её эффективное функционирование.

### По особенностям представления
С целью подчеркнуть отличительную особенность модели их подразделяют на простые и сложные, однородные и неоднородные, открытые и закрытые, статические и динамические, вероятностные и детерминированные и т. д. Когда говорят, например, о техническом устройстве как простом или сложном, закрытом или открытом и т. п., в действительности подразумевают не само устройство, а возможный вид его модели, таким образом подчеркивая особенность состава или условий работы.
- Четкого правила разделения моделей на сложные и простые не существует. Обычно признаком сложных моделей служит многообразие выполняемых функций, большое число составных частей, разветвленный характер связей, тесная взаимосвязь с внешней средой, наличие элементов случайности, изменчивость во времени и другие. Понятие сложности системы — субъективно и определяется необходимыми для его исследования затратами времени и средств, потребным уровнем квалификации, то есть зависит от конкретного случая и конкретного специалиста.
- Разделение систем на однородные и неоднородные проводится в соответствии с заранее выбранным признаком: используемые физические явления, материалы, формы и т. д. При этом одна и та же модель при разных подходах может быть и однородной, и неоднородной. Так, велосипед — однородное механическое устройство, поскольку использует механические способы передачи движения, но неоднородное по типам материалов, из которых изготовлены отдельные части (резиновая шина, стальная рама, пластиковое седло).
- Все устройства взаимодействуют с внешней средой, обмениваются с нею сигналами, энергией, веществом. Модели относят к открытым, если их влиянием на окружающую среду или воздействием внешних условий на их состояние и качество функционирования пренебречь нельзя. В противном случае системы рассматривают как закрытые, изолированные.
- Динамические модели, в отличие от статических, находятся в постоянном развитии, их состояние и характеристики изменяются в процессе работы и с течением времени.
- Характеристики вероятностных (иными словами, стохастических) моделей случайным образом распределяются в пространстве или меняются во времени. Это является следствием как случайного распределения свойств материалов, геометрических размеров и форм объекта, так и случайного характера воздействия внешних нагрузок и условий. Характеристики детерминированных моделей заранее известны и точно предсказуемы.

Знание этих особенностей облегчает процесс моделирования, так как позволяет выбрать вид модели, наилучшим образом соответствующей заданным условиям. Этот выбор основывается на выделении в системе существенных и отбрасывании второстепенных факторов и должен подтверждаться исследованиями или предшествующим опытом. Наиболее часто в процессе моделирования ориентируются на создание простой модели, что позволяет сэкономить время и средства на её разработку. Однако повышение точности модели, как правило, связано с ростом её сложности, так как необходимо учитывать большое число факторов и связей. Разумное сочетание простоты и потребной точности и указывает на предпочтительный вид модели.

## Моделирование в психологии
В психологии моделирование — это исследование психических феноменов и процессов при помощи реальных (физических) или идеальных моделей.
Психологическое моделирование рассматривается как создание формальной модели психического или социально-психологического феномена, то есть формализованной абстракции данного феномена, воспроизводящей основные, ключевые, — по мнению данного исследователя, — моменты. Целью такого моделирования может быть как экспериментальное изучение феномена на модели, так и использование модели при профессиональном образовании (обучении, тренировке). В этом плане различают две разновидности моделей:
- Внутренние, психические модели (как совокупность психических образов) человека, в которых отражается субъективная картина мира или его частей (например, психические модели профессии, профессиональной среды, профессиональной деятельности, Я-концепция и др.). Эти психические модели «обеспечивают» деятельность человека, определяют его отношение к миру и к себе. Выдающийся отечественный психолог В. Н. Пушкин[9] в 1965 г. писал, что «нет ни одного вида человеческого труда, в основе которого не было бы соответствующей формы информационного моделирования мира»[10]:32, а в качестве предмета изучения психологической науки учёный предлагал рассматривать «выяснение закономерностей построения и работы мозговых информационных моделей внешнего мира», обслуживающих поведение человека[9]:31. Внутренние, психические модели также называются рабочими ментальными моделями объектов.[11] Такие ментальные модели содержаться и актуализируются не только в сфере сознания, но и на уровне бессознательного. Это позволяет бессознательному формировать имплицитные выводы, совершаемые на основе сопоставления получаемой информации с хранящимися в памяти фрагментами опыта и знаний. Такие выводы зачастую не являются логически адекватными, однако помогают осуществлять быстрые действия в экстремальных ситуациях. Имплицитные заключения более быстрые, потому, что не выводятся на уровень рефлексии, их результаты появляются в сознании как «deus ex machina», в виде готовых решений.[11][12]
- Объективизированные («рукотворные») модели — системы объектов или знаков, которые воспроизводят некоторые существенные свойства системы-оригинала (вербальные и знаковые модели профессии, профессиональной среды, профессиональной деятельности, самосознания человека и т. п.). Они создаются на основе предварительного изучения и достигнутого исследователем понимания психических процессов (психологической структуры деятельности, самосознания и т. д.), а также фрагментов объективного мира, в котором происходят изучаемые явления (например, конкретная деятельность человека). Такие модели — как своеобразные дидактические средства, важны для обеспечения профессионального обучения и профессиональной подготовки[13] и связаны, в том числе, с педагогическим проектированием[8]. Такие модели могут иметь описательный характер.

### Модели специалиста (профессионала)
Согласно К. К. Платонову (1970 г.) выделяют три вида моделей профессионала:
- нормативная модель составляется на основе инструкций, уставов, программ подготовки и т. п.
- экспективная (от англ. expectation — ожидание) модель обусловлена мнениями экспертов, хорошо владеющих данной профессией
- эмпирическая модель описывает реально существующего в определённых условиях профессионала[14]

В современных представлениях модель специалиста включает включает следующие компоненты:
- профессиограмму — описание психологических требований профессии к деятельности и личности работника
- профессионально-должностные требования — описание конкретного содержания деятельности, его профессиональных задач в условиях конкретной должности, на конкретном рабочем месте
- квалификационный профиль — сочетание необходимых видов профессиональной деятельности и степени их квалификации, квалификационные разряды и т. п.

При разработки в таком виде модели специалиста считается, что особое внимание следует уделять разработке качественных (в отличие от количественных) и эталонных требований к профессионалу. Модель специалиста предстает как образ профессионала, каким он должен быть — выраженный вербально (словесно) и зафиксированный в определённой нормативной документации.

### Модель профессии
Психологическая модель профессии, по С. А. Дружилову, включает три составляющие (субмодели):
1. Психологическая модель профессиональной среды (профсреды). Профсреда включает в свой состав объект и предмет труда, средства труда, профессиональные задачи, условия труда[18], а также человеческое (профессиональное) окружение. Система представлений о компонентах профсреды (система образов) составляет внутреннюю, психическую модель профессиональной среды[8]. В качестве необходимой составляющей составляющей модели профсреды входит психологическая модель ситуации проблемности[19].
2. Психологическая модель профессиональной деятельности (как система образов взаимодействия человека с профессиональной средой, а также образов целей, результатов, способов их достижения, алгоритмов, возможных последствий ошибочных действий и др.). Имеется в виду концептуальная модель деятельности, рассматриваемая как внутренняя, психическая образно-понятийно-действенная модель[20], сформированная в голове деятеля в процессе профессионального образования и приобретения опыта работы.
3. Психологическая модель самосознания человека-профессионала (как индивида, личности, субъекта деятельности и индивидуальности), включая систему его свойств и отношений. В качестве таковой модели служит внутренняя профессиональная Я-концепция человека[21].

### Моделирование деятельности: специфика
Деятельность как объект моделирования специфична уже тем, что она может быть представлена и как структура, и как процесс.